# Bois-d’Ennebourg
Bois-d’Ennebourg – miejscowość i gmina we Francji, w regionie Normandia, w departamencie Sekwana Nadmorska.
Według danych na rok 1990 gminę zamieszkiwało 459 osób, a gęstość zaludnienia wynosiła 65 osób/km² (wśród 1421 gmin Górnej Normandii Bois-d’Ennebourg plasuje się na 484. miejscu pod względem liczby ludności, natomiast pod względem powierzchni na miejscu 532.).